# Bowscale
Bowscale är en ort i civil parish Mungrisdale i grevskapet Cumbria i England. Orten är belägen 16 km från Penrith. Bowscale var en civil parish 1866–1934 när det uppgick i Mungrisdale. Parish hade 27 invånare år 1931.